# Plateau de Bonsacre
Het Plateau de Bonsacre of Plateau de Bonascre is een hoogte in Frankrijk, nabij Ax-les-Thermes, die vooral bekend is door de Ronde van Frankrijk.
De twee laatste keren dat Bonsacre werd beklommen was in 2003 en 2005. In 2003 reed Jan Ullrich van Lance Armstrong weg op het einde van de beklimming tijdens de 13e etappe. Carlos Sastre won de rit voor Ullrich, die een gooi deed naar het geel maar 15 seconden tekortkwam. In 2005 was Georg Totschnig de beste. Achter Totschnig vochten Ullrich, Ivan Basso en Armstrong een duel uit voor de podiumplaatsen.

## Gegevens
- Lengte: 9,1 km
- Gem. stijgingsperc.: 7,2 %
- Hoogte: 1373m